# لورينزا هارينغتون
لورينزا هارينغتون (بالإنجليزية: Lorinza Harrington)‏ مواليد 2 أكتوبر 1980 في كارولاينا الشمالية، هو لاعب كرة سلة أمريكي. بدأ مسيرته الاحترافية في سنة 2002. يبلغ طوله 6 قدم 4 بوصة (1.9 م).

## المسيرة الاحترافية
لعب مع دنفر ناغتس في موسم 2002–2003، ثم لعب مع أزوفماش في موسم 2003–2004، ثم لعب مع نيو أورلينز بيليكانز في موسم 2004–2005، ثم لعب مع فالنسيا باسكت في الدوري الإسباني في موسم 2005–2006، ثم لعب مع ميمفيس غريزليس في موسم 2006–2007، ثم لعب مع لوكوموتيف كوبان في الدوري الروسي في موسم 2007–2008، ثم لعب مع أوليمبيا في سنة 2009، ثم لعب مع أسكو غدينيا في موسم 2009–2010.

## روابط خارجية
- لورينزا هارينغتون على موقع الدوري الأوروبي لكرة السلة (الإنجليزية)
- لورينزا هارينغتون على موقع إن بي أي (الإنجليزية)
- لورينزا هارينغتون على موقع سبورتس رفرنس (الإنجليزية)
- لورينزا هارينغتون على موقع الدوري الإسباني لكرة السلة (الإسبانية)
- لورينزا هارينغتون على موقع ريلجم (الإنجليزية)
- لورينزا هارينغتون على موقع بروبوليرز (الإنجليزية)
- لورينزا هارينغتون على موقع سبورتس رفرنس (الإنجليزية)